# Canaan Sodindo Banana
Canaan Sodindo Banana (5 de março de 1936 ― 10 de novembro de 2003) foi um ministro metodista, teólogo, professor, político e primeiro Presidente do Zimbábue de abril de 1980 até dezembro de 1987.

## Biografia
Banana nasceu em 1936 em Esiphezini na Rodésia do Sul. Seus pais eram uma matabele do Maláui e um soto do Lesoto que viviam na Rodésia do Sul. Foi educado pelos missionários em uma escola local e mais tarde recebeu formação superior no Colégio Superior Teológico Epworth. Ordenado em 1962, trabalhou como ministro metodista e administrador escolar entre 1963 e 1966. Foi eleito presidente do Conselho de Igrejas de Bulavaio em 1969, ocupando esse cargo até 1971. De 1971 a 1973, trabalhou para a Conferência de Igrejas de toda a África e também foi membro do Comitê Consultivo do Conselho Mundial de Igrejas. Envolveu-se na política anticolonial, abraçando a teologia da libertação negra e criticando o governo rodesiano de Ian Smith, que declarou o país independente em 1965 com um governo de minoria branca. Tornou-se vice-presidente do partido Congresso Nacional Africano da Rodésia do Sul, mas logo foi forçado a fugir da Rodésia. Foi primeiro para o Japão, antes de se mudar para os Estados Unidos, onde conseguiu o grau de mestre em estudos teológicos no Seminário Teológico Wesley.
Ao retornar à Rodésia em 1975, ficou preso até 1976. Naquele ano, acompanhou Robert Mugabe à Conferência de Genebra e, em 1979, participou das negociações do Acordo de Lancaster House, em Londres, que resultou na independência do Zimbábue como uma democracia multirracial. Em 1980, tornou-se o primeiro presidente do Zimbábue, deixando o cargo em 1987 para que Mugabe, que reformou a presidência de um cargo cerimonial para um executivo, pudesse sucedê-lo. Banana trabalhou então como diplomata da Organização da Unidade Africana e também lecionou na Universidade do Zimbábue, coordenando o Departamento de Estudos Religiosos. Ele também desempenhou um papel importante na unificação dos dois principais partidos políticos do país, a União Nacional Africana do Zimbábue (ZANU) e a União do Povo Africano do Zimbabwe (ZAPU), que se fundiram em 1988 para formar o partido União Nacional Africana do Zimbábue - Frente Patriótica (ZANU-PF).
Em 1996 doutora-se em filosofia pela Universidade do Zimbábue. Em 1997, Banana foi preso no Zimbábue sob a acusação de sodomia, na sequência de acusações feitas durante o julgamento do homicídio do seu antigo guarda-costas, que matou outro oficial que o insultou por ser "a esposa homossexual de Banana". As acusações diziam respeito a alegações de que Banana tinha abusado do seu poder enquanto era presidente para coagir vários homens a aceitarem investidas sexuais. Embora tenha negado as acusações, foi considerado culpado de onze acusações de sodomia, tentativa de sodomia e atentado ao pudor em 1998. Cumpriu seis meses de prisão e também foi destituído de seus cargos políticos e acadêmicos. Banana foi uma figura polêmica, principalmente após sua condenação criminal. Como Presidente, foi estimado pelo seu envolvimento na luta de libertação do Zimbábue e mais tarde pelo seu papel na união da ZANU e da ZAPU, que pôs fim ao genocídio de Gukurahundi.
Ele morreu de câncer em 2003. Após sua morte, Mugabe, seu principal detrator político, chamou-o de "presente raro para a nação".